# Leukozytenantigen CD37
Leukocyte antigen CD37 ist ein Oberflächenprotein aus der Gruppe der Tetraspanine. Es wird vor allem von B-Zellen gebildet, in geringerem Umfang auch von anderen Immunzellen. CD37 ist glykosyliert. Es ist beteiligt am Akt-Signalweg und an der Bindung von Integrin α-4 an Integrin β1. Die Antikörper Otlertuzumab und Telulomab binden an CD37 und werden zur Behandlung von B-Zell-Lymphomen untersucht.